# Handeldvapen

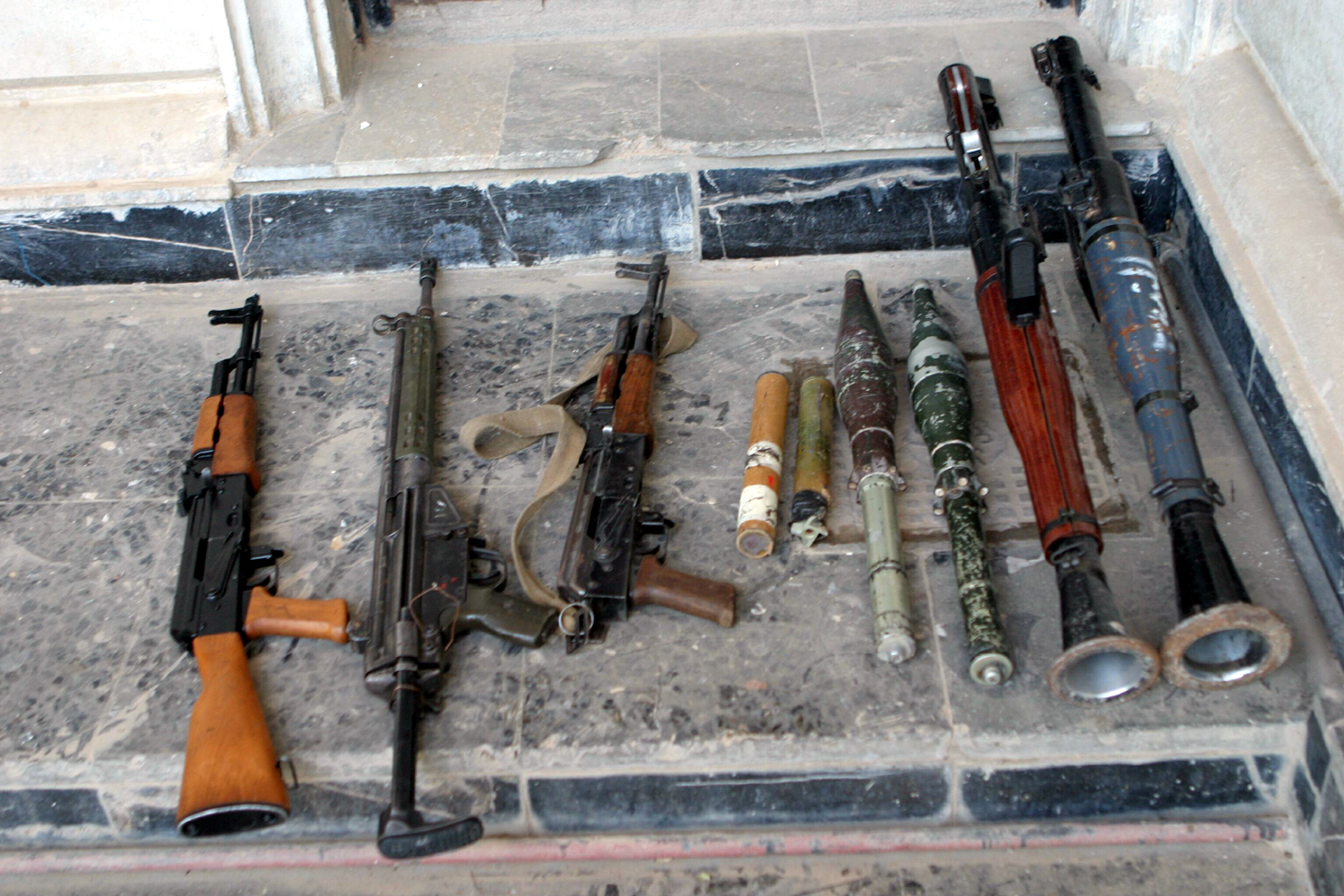
Tre handeldvapen till vänster på bilden.

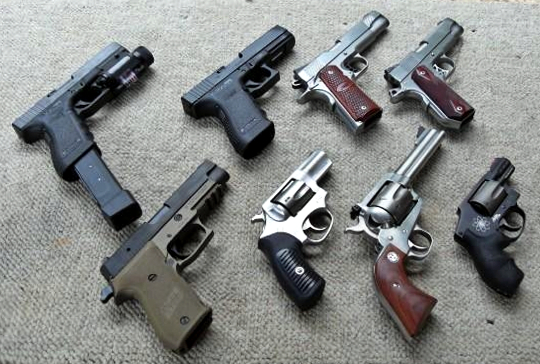
Olika enhandsvapen såsom pistoler och revolvrar.

Handeldvapen eller eldhandvapen, även bössa (fornsvenska: byssa, av medellågtyska: büsse, jämför tyska: Büchse), är eldvapen som inte är större än att de kan hanteras med händerna utan särskilda stöd eller stativ.
Handeldvapen kan delas in i enhandsvapen (pistoler, revolvrar, etc) och tvåhandsvapen (gevär, karbiner, kulsprutepistoler, etc) och avser traditionellt finkalibriga vapen. Kulsprutor räknas ofta inte till handeldvapen eftersom de framför allt kräver stöd eller stativ för komplett hantering. Handburna mellan- och grovkalibriga vapen vapen som avfyras från axeln (pansarskott, granatgevär, raketgevär, etc) särskiljs oftast från handeldvapen.
I civila sammanhang skiljer man främst mellan jaktvapen och vapen för målskjutning. I militärt språkbruk betecknar handeldvapen enhandsvapen (pistoler inklusive revolvrar),[källa behövs] medan eldhandvapen är en soldats personliga beväpning (enhetsbeväpning), till exempel: automatgevär, automatkarbin, kulsprutepistol, etc.[källa behövs] Även kulspruta kan vara eldhandvapen beroende på användningssätt.[källa behövs]

## Handeldvapen i svensk lagstiftning
Handeldvapen definieras enligt 2 § Förordningen (1992:1303) om krigsmateriel som: sådana "pistoler, revolvrar, gevär, karbiner och kulsprutepistoler som kan tas med som personlig beväpning och användas utan lavett eller benstöd".
I ett rättsfall, NJA 2002 s. 256, har Högsta domstolen ansett en så kallad pennpistol utgöra ett handeldvapen och dömt ägaren för vapenbrott av normalgraden.
Polisen har i sin författningssamling definierat handeldvapen som  ”skjutvapen med en kaliber som understiger 20 millimeter" (det vill säga alla finkalibriga vapen). Skjutvapen med större kaliber betecknas pjäser (se till exempel mellankalibriga vapen).[källa behövs]

## Tändmekanismer i historisk ordning
- Lunta (veke)
- Luntlås
- Luntsnapplås
- Snapplås
- Flintlås
- Slaglås
- Slagstift
- Elektrisk avfyrning(en)

## Handeldvapen i urval
- Arkebuse
- Automatgevär
- Automatkarbin
- Automatpistol
- Gevär
- Hagelgevär
- Hakebössa/handbössa
- Karbin
- Kulsprutegevär
- Kulsprutepistol
- Lätt kulspruta
- Muskedunder
- Musköt
- Pistol
- Prickskyttegevär
- Revolver
- Studsare